# Île de Cuverville

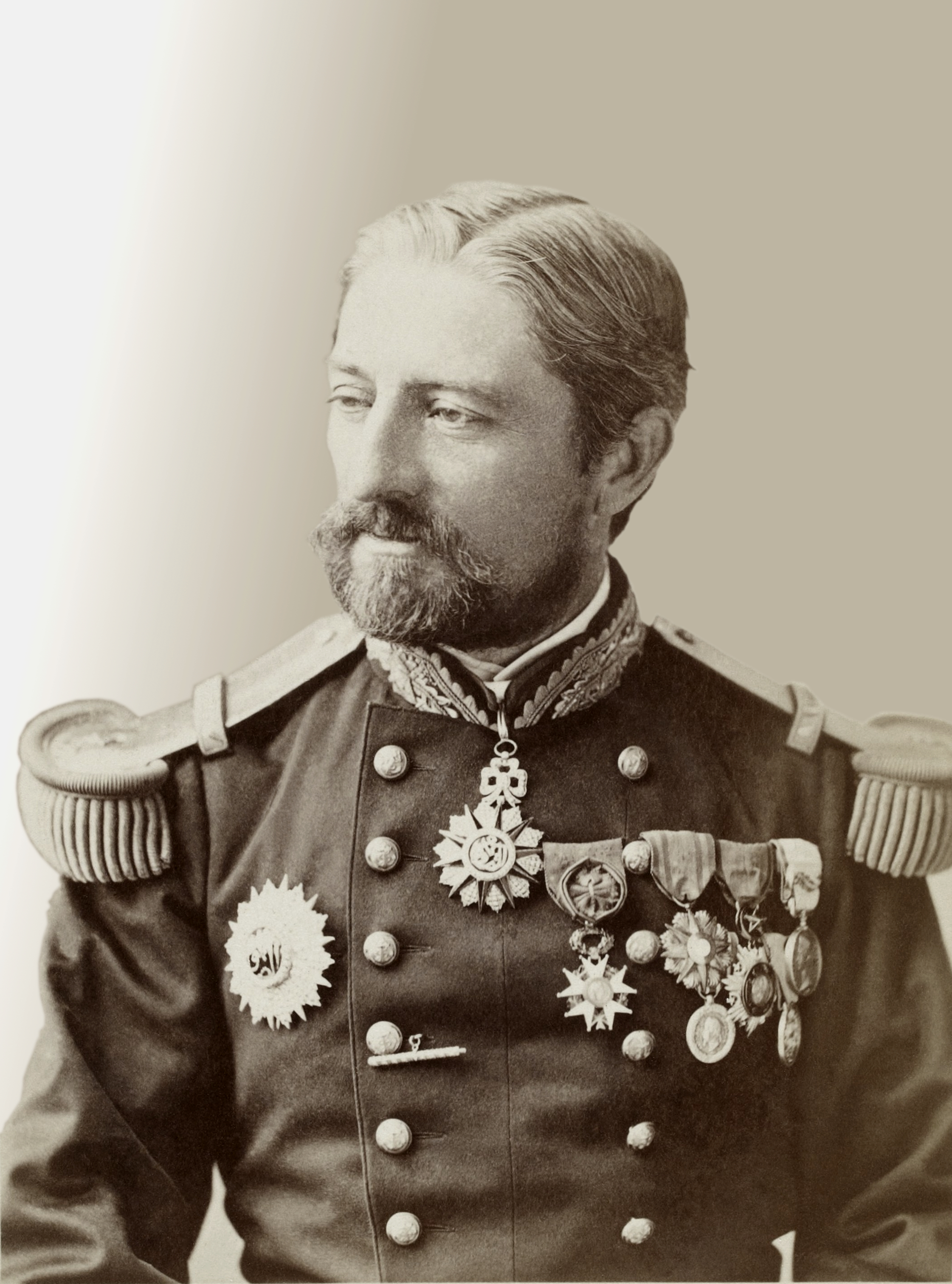
L'amiral Jules Marie Armand de Cavelier de Cuverville, dont le nom fut donné à l'île.

L'île de Cuverville, aussi appelée île de Cavelier de Cuverville, est une île de l'océan Atlantique située sur le canal Errera entre la péninsule Arctowski et la partie nord de l'île Rongé, sur la côte occidentale de la terre de Graham, en Antarctique.
L'île Cuverville a été découverte par l'Expédition antarctique belge de 1897-1899, menée par Adrien de Gerlache de Gomery, qui l'a nommée en l'honneur de Jules de Cuverville (1834-1912), amiral et homme politique français.
L'île de Cuverville abrite une grande colonie de manchots papous.

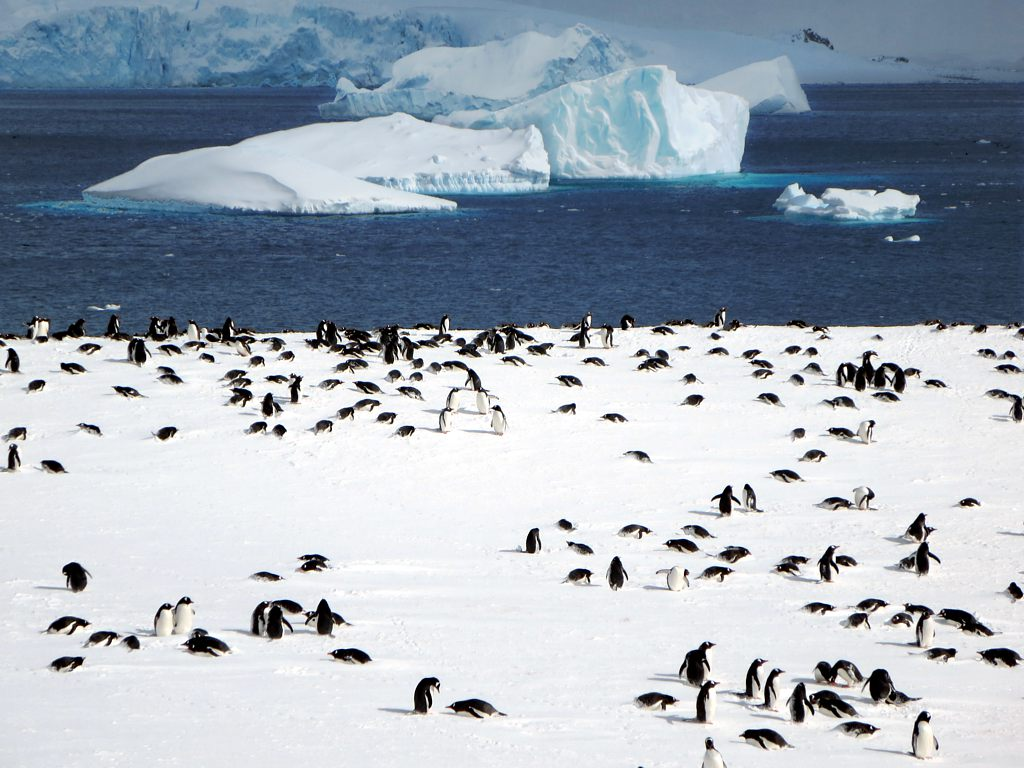
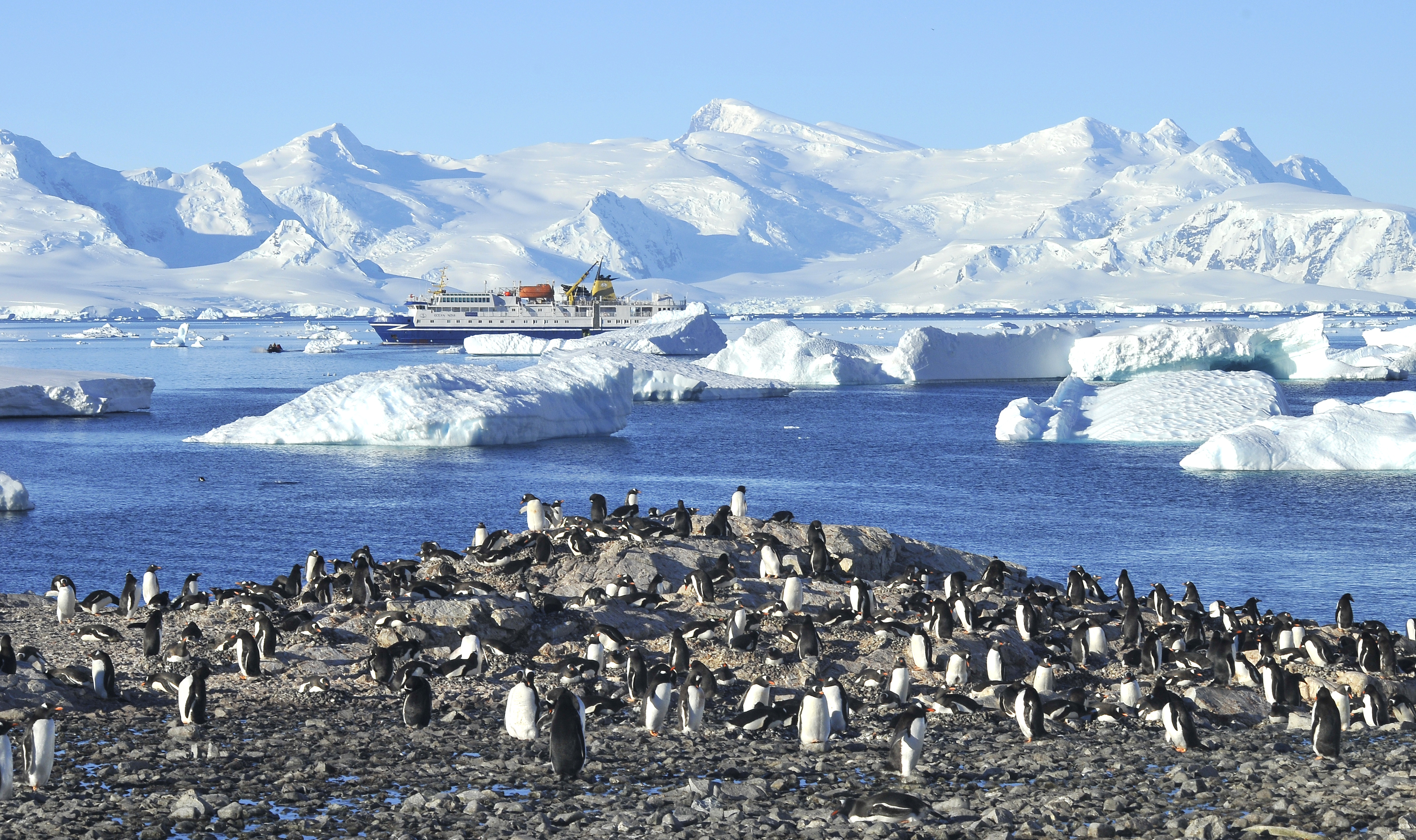
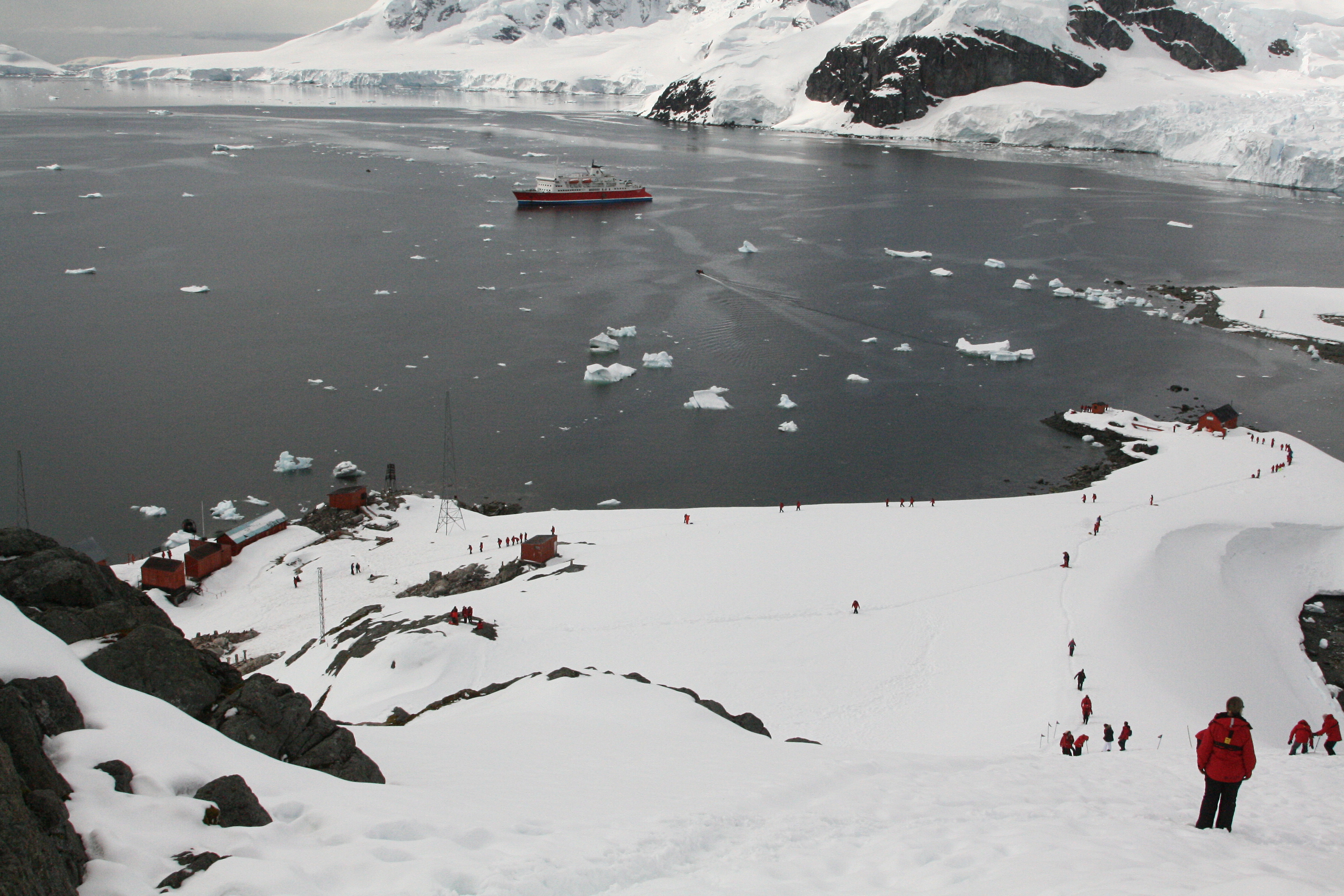
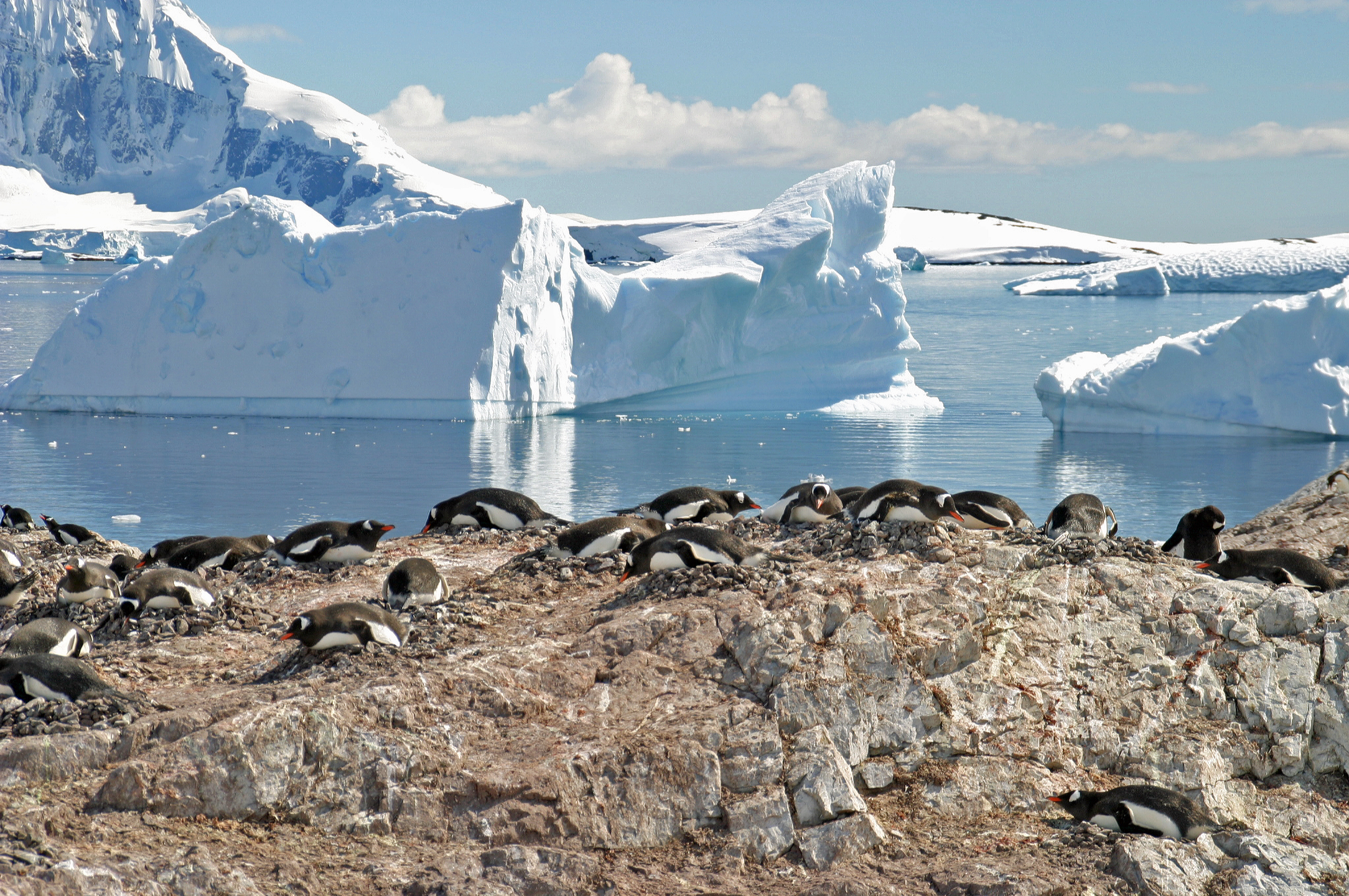
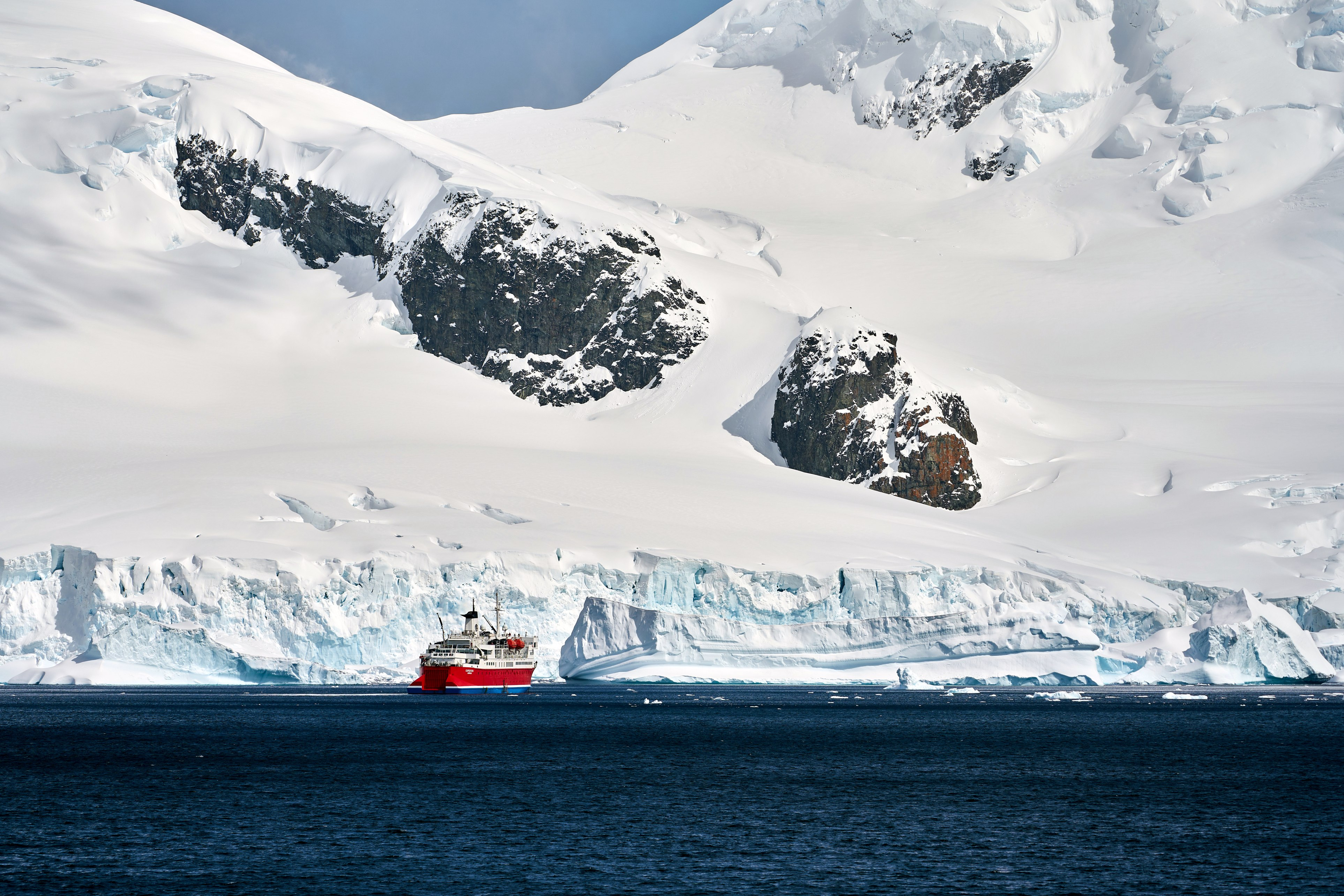

## Pour approfondir